# Piskara
Piskara – struga, lewy dopływ Liswarty o długości 14,96 km. Płynie na Wyżynie Woźnicko-Wieluńskiej, w województwie śląskim oraz opolskim.
Rzeka swoje źródła ma w gminie Radłów a uchodzi do Liswarty w okolicach Krzepic.